# 武当帮
武當幫（英語：Wu-Tang Clan），也譯做武當派，成立於1991年，紐約史坦頓島的美國嘻哈樂團（少數成員來自布魯克林區），被認為是有史以來最具影響力的嘻哈團體之一。最初由東海岸嘻哈歌手RZA，GZA，Ol'Dirty Bastard，Method Man，Raekwon，Ghostface Killah，Inspectah Deck，U-God和Masta Killa組成，長期合作的音樂人Cappadonna在2007年成為正式成員。
武當幫發行了四張黃金和白金專輯。在他們1993年發行的首張專輯《進入武當（36房）》被認為是嘻哈歷史上最偉大的專輯之一。除此之外，武當幫與眾多樂手合作並推出了一系列作品，一般把附屬於武當幫的藝術家與組合統稱為「武當殺人蜂（Wu-Tang Killa Bees）」。

## 簡介
“武當幫”的名稱是受到1983年香港電影《少林與武當》啟發。在首張專輯《進入武當（36房）》中，樂團成員也劃分為武當和少林兩派，象徵他們在饒舌時的不同面貌。
武當幫以其硬核嘻哈/幫派饒舌的風格著名，在音樂方面根據製作人RZA的說法，他試圖在所有的音樂中，取樣的比例不超過20-25％，這與許多其他主要的嘻哈團體截然不同，RZA也演奏了許多單曲中鋼琴的部分，實現更原創的內容。在內容方面，多以幫派為主題，描述一種生活方式，包括毒品交易，貧民窟的生活，以及派對等。而武當幫進而將功夫、東方詞彙、漫畫與大量的街頭俚語融合在一起，並為各種活動，人物，地點和事物取綽號，（如史坦頓島為“少林土地”，金錢為“CREAM”等）。

## 評價
2004年，NME稱讚他們是過去十年中最具影響力的團體之一。
2007年，MTV“史上最偉大的嘻哈組合”，武當幫為第五名。
2010年，滾石雜誌編輯 Kris Ex 稱武當幫是“有史以來最好的嘻哈團體”。
2018年，美国媒体Dotdash将武当帮评为“有史以來最偉大的嘻哈团体”。